# Ek Tha Tiger
Série YRF Spy Universe
Tiger Zinda Hai
(2017)
Série Tiger
Tiger Zinda Hai
(2017)
Pour plus de détails, voir Fiche technique et Distribution.
Ek Tha Tiger (littéralement : Il était une fois un tigre) est un film d'espionnage indien réalisé par Kabir Khan, produit par Aditya Chopra pour Yash Raj Films et sorti en 2012, avec Salman Khan et Katrina Kaif dans les rôles principaux et Ranvir Shorey, Girish Karnad, Roshan Seth et Gavie Chahal dans des rôles de soutien.
Le film est le troisième collaboration de Kabir Khan avec Yash Raj Films après Kabul Express (2006) et New York (2009). L'intrigue porte sur un espion indien (RAW) dont le nom de code est Tiger qui est amoureux d'une espionne pakistanaise (ISI) lors d'une enquête et sur la façon dont son idéologie et ses principes évoluent avec le temps.
C'est le premier film de la franchise YRF Spy Universe produite par Yash Raj Films qui met en scène des espions indiens de l'agence RAW.

## Synopsis
Tiger, jeune agent secret doit surveiller une jeune fille riche sous ordre de son patron qui lui fournît une photo d'elle. Dans le bus, il rencontre sans le savoir un membre du personnel de la fille qui découvre accidentellement la photo de sa maîtresse. Persuadé qu'il s'est retrouvé tout près d'un   criminel, il descend précipitamment du bus pour aller raconter ce qu'il a vu à son patron. Son patron lui dit de ne s'inquiéter de rien l'agent secret va bientôt arriver. À l'instant, on voit la jeune fille (Katrina Kaif) sortir de la maison en criant poursuivie par un mini hélicoptère ! C'est là que Tiger (Salman Khan) fait son entrée à la matière. 
Entre les appels mystérieux qu'il reçoit et le non catégorique de la jeune fille qui ne tolère pas de bodyguard, Tiger saura-t-il faire son travail ?

## Fiche technique
- Titre français : Ek Tha Tiger
- Réalisation : Kabir Khan
- Scénario : Kabir Khan
- Direction artistique : Lesley Oakley
- Photographie : Aseem Mishra
- Montage : Rameshwar S. Bhagat
- Musique : Sajid-Wajid et Sohail Sen
- Société de production : Yash Raj Films
- Pays d'origine : Inde
- Format : Couleurs - 35 mm - 2,35:1 - Dolby Digital
- Genre : action, aventure
- Langue : hindi
- Durée : 132 minutes
- Date de sortie :
  -  Inde : 15 août 2012
  -  France : 17 août 2012

## Distribution
- Salman Khan : Tiger
- Katrina Kaif : Zoya
- Ranvir Shorey : Gopi
- Girish Karnad : Shenoy
- Roshan Seth : Anwar Jamal Kidwai
- Ashok Awasthi : Indian Minister
- Avinash Badal : Abrar's Assistant
- Kiran Batra : Delhi Neighbour
- Vimal Batra : Delhi Neighbour
- Sushma Batt : Delhi Neighbour
- Elise Brennan : Dancer
- Lisa Byrne : Amelie
- Gavie Chahal : Abrar
- Ahran Chaudhary : Tokas (as Aaran Chaudhary)
- Bittoo Chaudhary : Delhi Neighbour
- Magnus Emaka Einang : Dancer
- Jawed El Berni : Cuban guard
- Alison Flood : Fairy
- Justin Fuentes : Brad
- Troi Ge : ISI Agent Feroz (as Troi Ge Borde)
- Sanjay Gurbakani : RAW Official #2
- Tevfik Cemal Incedglu : Forgerer
- Zarksis Khandhadia : Pakistani Minister
- Ajay Luthra : Delhi Neighbour
- Rikki McTiernan : Pinocchio
- Vijay Mohan : Delhi Neighbour
- Juhi Parmar : News Reporter
- Yogi Raj : Pakistani Driver
- Rajender Sethi : Bagga
- Ashok Sharma : Delhi Neighbour
- Manju Sharma : Delhi Neighbour
- Bhupeh Singh : RAW Official #1
- Samar Jai Singh : Rabinder
- Ranjeev Varma : Indian Driver

## Suite
Après le succès du film, une suite, Tiger Zinda Hai réalisé par Ali Abbas Zafar est sortie en 2017.
Le personnage apparaît également dans Pathaan, qui met en scène un autre super-espion interprété par Shah Rukh Khan.